# Kosmino
Kosmino  (russisch Порт Козьмино) ist ein Erdölhafen am östlichen Ende der Ostsibirien-Pazifik-Pipeline im Fernen Osten Russlands, auf der Ostseite der Bucht der Hafenstadt Nachodka gelegen.

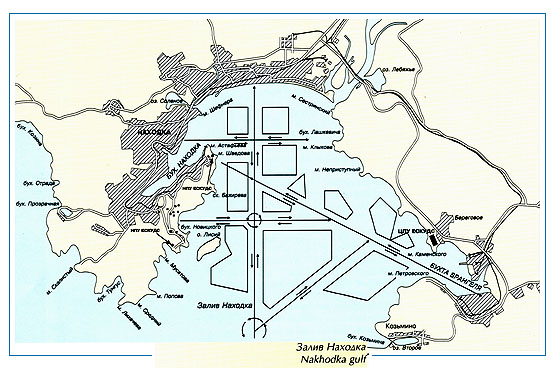
Bucht von Nachodka

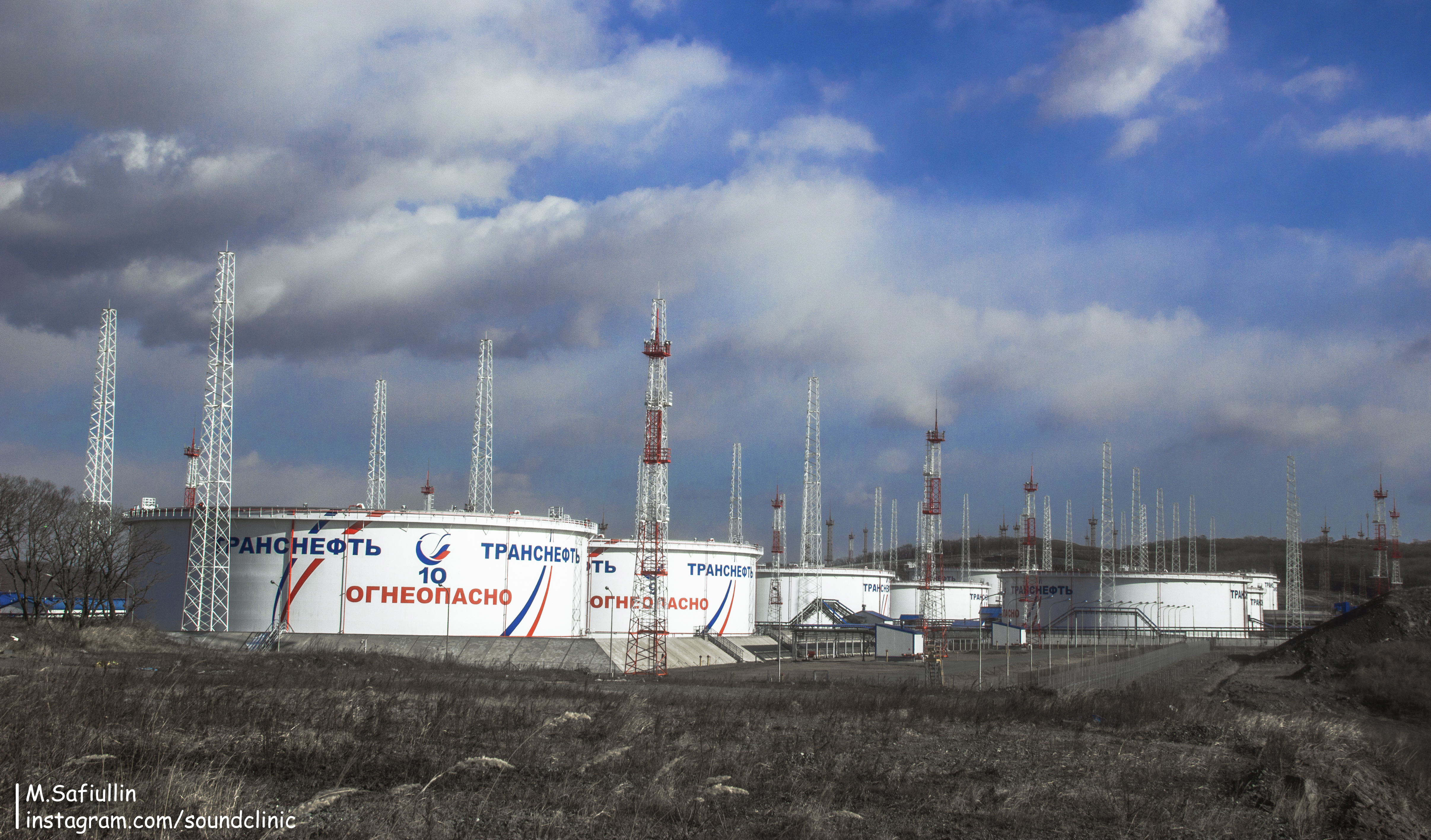
Öltanklager von Kosmino